# 新宿ごちそうビル
新宿ごちそうビル（しんじゅくごちそうビル）は、大阪府大阪市阿倍野区にあるグルメビル。地元では「ごちビル」の略称・通称で呼ばれることもある。

## 概要
1988年（昭和63年）11月25日開業。地上9階、地下2階。近鉄・大阪阿部野橋駅ターミナルビル（あべのハルカス近鉄本店）と同ターミナルビル東館（都シティ 大阪天王寺）の間にある。
テナントには、お好み焼き店（鶴橋風月）、焼き肉店、洋食レストラン、居酒屋、カフェなど約20店舗が入居。開業当初はディスコブームで、大和実業系の「ラジオシティ」が最上階で営業していた。隣に別館「新宿ビル」がある。
元々は新宿ビルが創業の地で、1940年（昭和15年）から旅館「新宿」を営んでいた。1988年（昭和63年）に新宿ごちそうビルが完成した後（阿部野橋ターミナルビルも同年、東館が完成）は旅館業を廃業し、飲食ビルとして現存する。旅館名は、1940年の開業当初、天王寺界隈は郊外鉄道が多く集まり、「大阪の新宿」と呼ばれていたことに由来する。後に百貨店や映画館も進出し、新興の盛り場として発展し始めていた。

## 所在地
大阪市阿倍野区阿倍野筋1-1-61
- 近鉄南大阪線 大阪阿部野橋駅 東隣
- Osaka Metro 御堂筋線 天王寺駅 東改札すぐ
- JR西日本 天王寺駅 東口すぐ